# Josef Lavos
Pour les articles homonymes, voir Lavos.

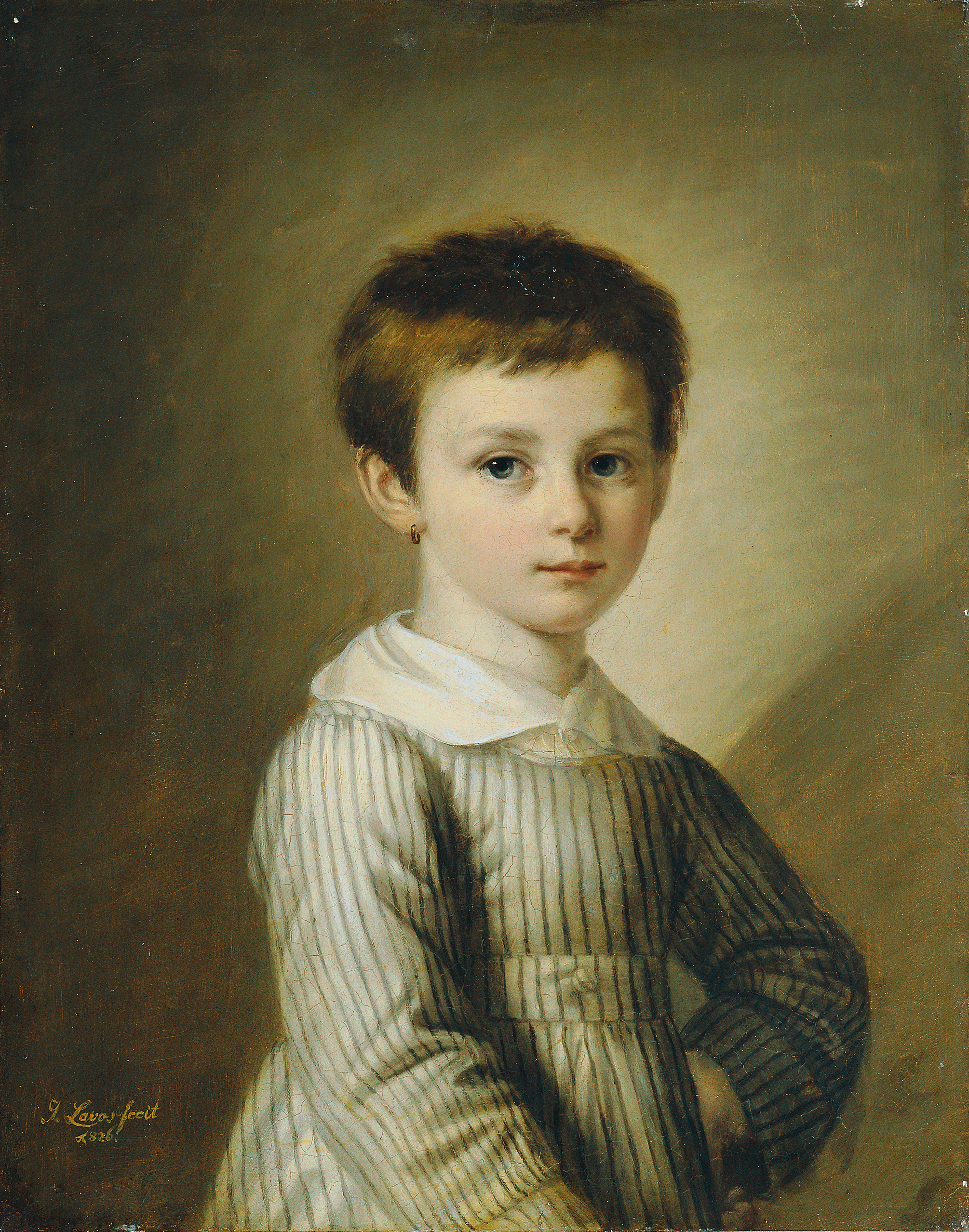
Titre inconnu, huile sur toile datée de 1826.

Josef Lavos, né le 29 juillet 1807 à Vienne, et mort le 8 octobre 1848 dans la même ville, est un peintre autrichien portraitiste et de genre. Il est aussi lithographe.

## Biographie
Josef Lavos est né le 29 juillet 1807 à Vienne. Il est le fils d'un directeur musical de ballet au Théâtre de Leopoldstadt.
Il est élève de Karl Gsellhofer à l'Académie St Anna à Vienne, où il expose depuis 1828 des peintures de genre, des thèmes religieux et des portraits à l'huile, ce dernier aussi en miniature et lithographie. En 1848 il est membre de l'Académie Legion.
Josef Lavos fréquente l'Académie des Beaux-Arts de Vienne. Le musée de cette ville conserve de lui le Portrait d'un jeune garçon  et celui du peintre Josef Feid.
Il meurt le 8 octobre 1848 dans sa ville natale.